# Myzostoma irregulare
Myzostoma irregulare is een ringworm uit de familie Myzostomatidae.
Myzostoma irregulare werd in 1883 voor het eerst wetenschappelijk beschreven door Graff.